# Antonia Pilars de Pilar

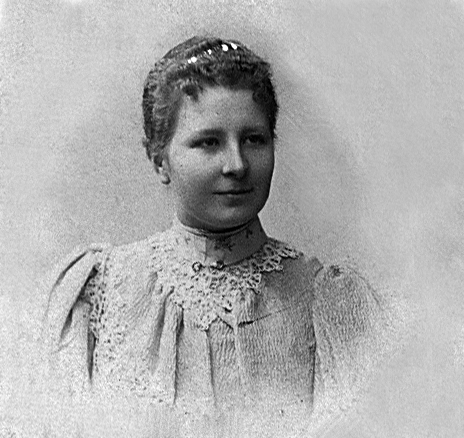
Antonia Pilars de Pilar 1896

Antonia Baronin Pilars de Pilar (* 10. April 1872 in Birstein als Antonia Gabriele Marie Josefa Huberta Elisabeth Maximiliane Freiin von Oer-Egelborg; † 7. Februar 1946 in Störmede) war von 1894 bis zu ihrer Hochzeit 1898 Hofdame der Herzogin Marie von Mecklenburg-Schwerin geborene Prinzessin Windisch-Graetz und später von 1911 bis 1944 Hofdame der Herzogin Marie Antoinette von Mecklenburg-Schwerin (1884–1944), genannt Manette, einer Cousine von Zar Nikolaus II.

## Familie
Antonia war eine Tochter des Friedrich Freiherr von Oer (1842–1896), Oberer Kämmerer des Fürsten Isenburg und der Gabriele Khuen von Belasi (1841–1923). Sie heiratete am 9. Mai 1898 Ladislaus Baron Pilars de Pilar in Birstein. Trauzeuge war Fürst Karl II. zu Isenburg und Büdingen (* 1838; † 1899) persönlich, da Antonia nach dem Tod ihres Vaters das Mündel des Fürsten war. Mit Antonia hatte Ladislaus drei Kinder: Eduard (1899–1971), Antoinette (1901–1989) und Gabriel (1904–1978). Gabriel heiratete 1935 Anna Gräfin Stubenberg.

## Leben

Eishockeyspiel mit der Herzogin im Schlossgarten von Schwerin 1904 / 1905. Dritte von links ist Alexandra von Hannover und Cumberland. Zweiter von rechts mit weißem Pullover und weißer Mütze ist Friedrich Franz IV. (Mecklenburg)

Antonia war bereits vor ihrer Ehe 1898 Hofdame bei Antoinettes Mutter, der Herzogin Marie. Nach ihrer Heirat zog Antonia zunächst zu ihrem Mann nach Struga, in der Nähe von Warschau. Nachdem das Haus und die Fabrik der Familie 1906 von polnischen Aufständischen angezündet wurden, floh Antonia mit ihren drei Kindern versteckt in einem Heuschober und der Zofe zu den Verwandten nach Egelborg in Westfalen. Ihre Cousine Paula Freifrau von Ketteler, geborene Freiin von Oer, lebte auf Schloss Schwarzenraben bei Lippstadt und hatte nur ein Kind: Wilderich Friedrich Freiherr von Ketteler (1901–1957). Sie stellte Antonia das „Trillo-Haus“ in Störmede ganz in der Nähe des Schlosses zur Verfügung. Paula Ketteler suchte neben der Unterstützung ihrer Cousine einen Spielgefährten für ihren Sohn. Antonias Sohn Gabriel wuchs so mit Wilderich gemeinsam auf, beide wurden zusammen erzogen und unterrichtet.
Da Antonia ihre Kinder nun unter der Obhut der Cousine in Sicherheit wusste, trat sie erneut ihre Stellung als Hofdame der Herzogin Antoinette an. Während des Ersten Weltkrieges dienten die Herzogin und Antonia gemeinsam als Rot-Kreuz-Damen in verschiedenen Lazaretten im Deutschen Reich. Hierfür erhielt sie die Gedächtnismedaille für den hochseligen Großherzog Friedrich Franz III., das Friedrich-Franz-Alexandra-Kreuz und die preußische Rote Kreuz-Medaille 3. Klasse. Nach dem Ersten Weltkrieg diente Antonia weiterhin der Herzogin bis zu deren Tod 1944 in Bled in Jugoslawien. Antonia wickelte das Erbe der Herzogin ab und kehrte noch 1944 nach Störmede zurück. Sie verstarb anderthalb Jahre später und ist auf dem Kettler'schen Familienfriedhof begraben.

## Weblinks

Passpartout

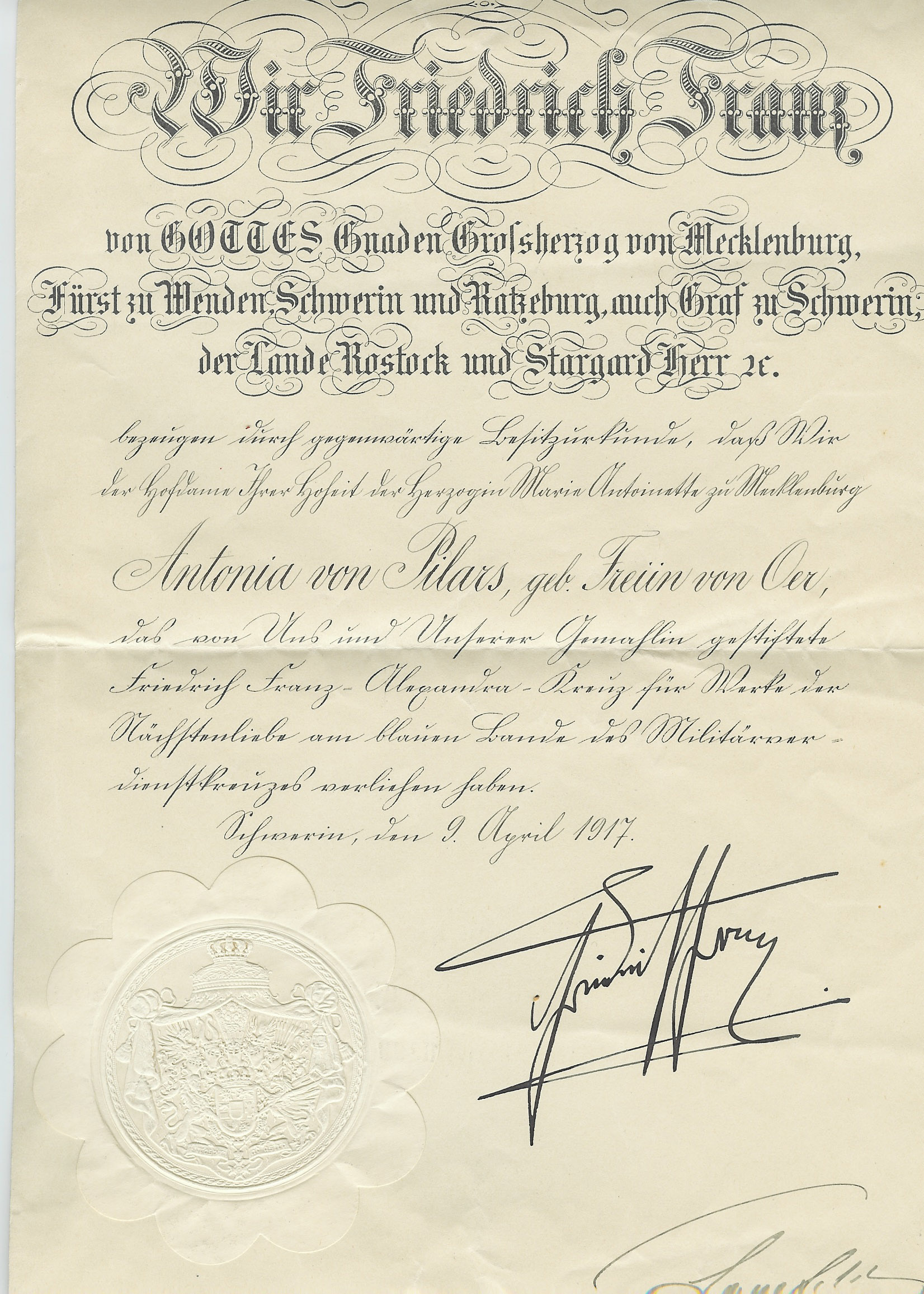
Friedrich Franz Alexandra Kreuz